# يوسف مسعد
يوسف مسعد الشغمي لاعب كرة قدم قطري، ولد في (20 مايو 2000) ، لعب سابقاً في نادي الوكرة.

## الحياة الشخصية
هو شقيق اللاعب عبد الرحمن مسعد.